# BEST PIECES
『BEST PIECES』（ベスト・ピーセス）は、高橋洋子の1枚目のベスト・アルバム。1996年1月25日にキティエンタープライズから発売された。

## 概要

### アルバム解説
- キャッチコピーは「大切な想い出がつまった宝石箱を、そっと開けるように聴いてください。」と「エメラルド・ボイス 高橋洋子 初のベスト・アルバム」[1]。
- シングル曲9曲、アルバム曲2曲、アレンジ曲3曲、新曲1曲という構成になっている。
- 本作リリース時点での未収録シングルは「思い出より遠く」。
- 1995年にキティグループはポリグラムK.K.に買収され中核企業となったため、このアルバムからはレーベル名が「キティレコード」から「キティエンタープライズ」と表記されるようになった。

### 楽曲解説
- 5曲目「もう一度逢いたくて」は、1stアルバム『ピチカート』に収録されたバージョンが収録されている。
- 8曲目「P.S. I miss you」は、シングルバージョンが収録されており、このバーションはアルバムに初めて収録された。
- 10曲目「$1,000,000の恋」は、シングルバージョンが収録されており、このバーションはアルバムに初めて収録された。
- 11曲目「眠れぬ夜に」は、1stアルバム『ピチカート』に収録されたバージョンが収録されている。
- 12曲目「残酷な天使のテーゼ」は、キングレコードが権利を持っているため、他のレコード会社から発売するアルバムに収録する際は、アレンジを変える必要があった[2]。このアルバムはキティエンタープライズから発売しているため、アレンジを変えたものが収録された。このバージョンは、このアルバムのテレビコマーシャルに使用された。オリジナルはテレビアニメ『新世紀エヴァンゲリオン』のオープニングテーマである。
- 14曲目「Little Bird」は、シングルバージョンが収録されており、このバーションはアルバムに初めて収録された。
- 15曲目「憶えていますか」は、このアルバムの収録曲の中で唯一の新曲である。

## 収録曲
| #         | タイトル                                | 作詞                | 作曲                | 編曲                                 | 時間  |
| --------- | --------------------------------------- | ------------------- | ------------------- | ------------------------------------ | ----- |
| 1.        | 「祈夜」                                | -                   | 高橋洋子            | 安西史孝（コーラスアレンジ）         | 2:32  |
| 2.        | 「ムーンライト・エピキュリアン」        | 田久保真見          | 山本健司            | YO!キタロー                          | 5:08  |
| 3.        | 「あの頃に待ち合わせよう」              | 尾上文              | 今井忍              | YO!キタロー / ボーイ・ミーツ・ガール | 5:23  |
| 4.        | 「9月の卒業」                           | 田久保真見 高橋洋子 | 高橋洋子            | YO!キタロー                          | 5:35  |
| 5.        | 「もう一度逢いたくて（Album Version）」 | 並河祥太            | 並河祥太            | PAROME                               | 3:27  |
| 6.        | 「おかえり」                            | 森田由美            | 上田知華            | 加藤達雄                             | 4:37  |
| 7.        | 「Something in the Air」                | 高橋洋子            | PAROME              | PAROME                               | 5:35  |
| 8.        | 「P.S. I miss you（Single Version）」   | 柚木美祐            | 渡辺博也            | 鳥山雄司                             | 4:50  |
| 9.        | 「ブルーの翼」                          | 田久保真見          | 高橋洋子            | 星勝                                 | 5:55  |
| 10.       | 「$1,000,000の恋」                      | 高橋洋子            | 上田知華            | YO!キタロー                          | 4:25  |
| 11.       | 「眠れぬ夜に（Version '92）」           | 岡部れい子          | 安西史孝            | 安西史孝                             | 4:49  |
| 12.       | 「残酷な天使のテーゼ（Version '96）」   | 及川眠子            | 佐藤英敏            | 小滝満                               | 5:08  |
| 13.       | 「私をみつけて」                        | 尾上文              | 高橋洋子            | 柿崎洋一郎                           | 7:38  |
| 14.       | 「Little Bird（Single Version）」       | 田久保真見 高橋洋子 | 高橋洋子            | 嘉多山信                             | 4:59  |
| 15.       | 「憶えていますか」                      | 並河祥太            | 山崎まさよし 小滝満 | 山崎まさよし 小滝満                  | 3:11  |
| 合計時間: | 合計時間:                               | 合計時間:           | 合計時間:           | 合計時間:                            | 73:12 |

## タイアップ
| 楽曲                         | タイアップ                                                                |
| ---------------------------- | ------------------------------------------------------------------------- |
| ムーンライト・エピキュリアン | テレビ朝日系バラエティ番組『いわんやトミーズをや』エンディングテーマ      |
| あの頃に待ち合わせよう       | テレビ朝日系『オ・ト・ナにして』挿入歌                                    |
| もう一度逢いたくて           | 日本テレビ系連続テレビドラマ『悪女』挿入歌                                |
| おかえり                     | フジテレビ系連続テレビドラマ『ママたちの受験戦争』主題歌                  |
| Something in the Air         | フジテレビ系単発テレビドラマ『結婚式』主題歌                              |
| P.S. I miss you              | フジテレビ系連続テレビドラマ『逢いたい時にあなたはいない…』イメージソング |
| ブルーの翼                   | 日本テレビ系連続テレビドラマ『嵐の中の愛のように』主題歌                  |
| $1,000,000の恋               | テレビ朝日系『オ・ト・ナにして』挿入歌                                    |
| 眠れぬ夜に                   | 漫画『サイレントメビウス』イメージソング                                  |
| 憶えていますか               | フィリップス「オイルヒーター」CMソング                                    |

## 初出
- ピチカート - M-5,11
- 9月の卒業 - M-1,4
- 私をみつけて - M-2
- シングル - M-3,6,7,8,9,10,13,14
- 新録音 - M-12,15